# Olszanka (rejon arkadacki)
Olszanka (ros. Ольшанка) – wieś (sieło) w Rosji, w obwodzie saratowskim, w rejonie arkadackim. W 2010 liczyła 855 mieszkańców.

## Urodzeni
- Nikołaj Koczetkow – radziecki górnik.
- Stiepan Kuczerow – radziecki admirał.